# .se
.se és l'actual domini de primer nivell territorial (ccTLD) de Suècia, actiu des de 1987 i operat per la societat .SE.
Originalment les condicions pel registre directe a segon nivell eren molt restrictives, ja que tan sols es permetien dominis a entitats d'àmbit estatal i amb sota la raó social o similar. Sols es permetia un domini per entitat i no es podien registrar noms de productes o marques comercials. Les societats regionals havien de registrar-se sota el subdomini corresponent a la seva zona, i les persones físiques sota el subdomini .pp.se (per "privatperson"). Totes aquestes restriccions van ser suprimides l'abril de 2003.
Des d'octubre de 2003 el domini .se també admet dominis amb els caràcters propis suecs å, ä, ö, ü i é. El setembre de 2007 es van donar d'alta caràcters addicionals permetent finalment així dominis en totes les llengües minoritàries de Suècia: finès, meänkieli, sami, romaní, i ídix.